# Diizopropylotryptamina
Diizopropylotryptamina (DiPT) – organiczny związek chemiczny, psychodeliczna substancja psychoaktywna z rodziny tryptamin, o bardzo specyficznym działaniu. Podczas gdy większość psychodelików oddziałuje głównie na zmysł wzroku, DiPT wpływa głównie na słuch. Podawany doustnie wywołuje selektywną głuchotę na wysokie tony, przy czym zanik słyszalności skali dźwięku jest liniowo zależny od ilości wprowadzonego związku. Im wyższa dawka, tym zakres spektrum słyszalnego dźwięku przesuwa się coraz bardziej w stronę niskich tonów.